# Stratovulcan

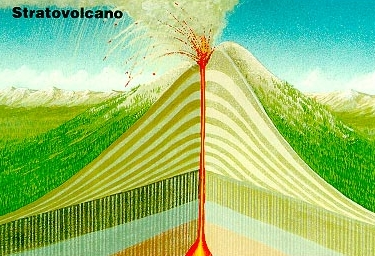
O diagramă reprezentând o secțiune printr-un stratovulcan.

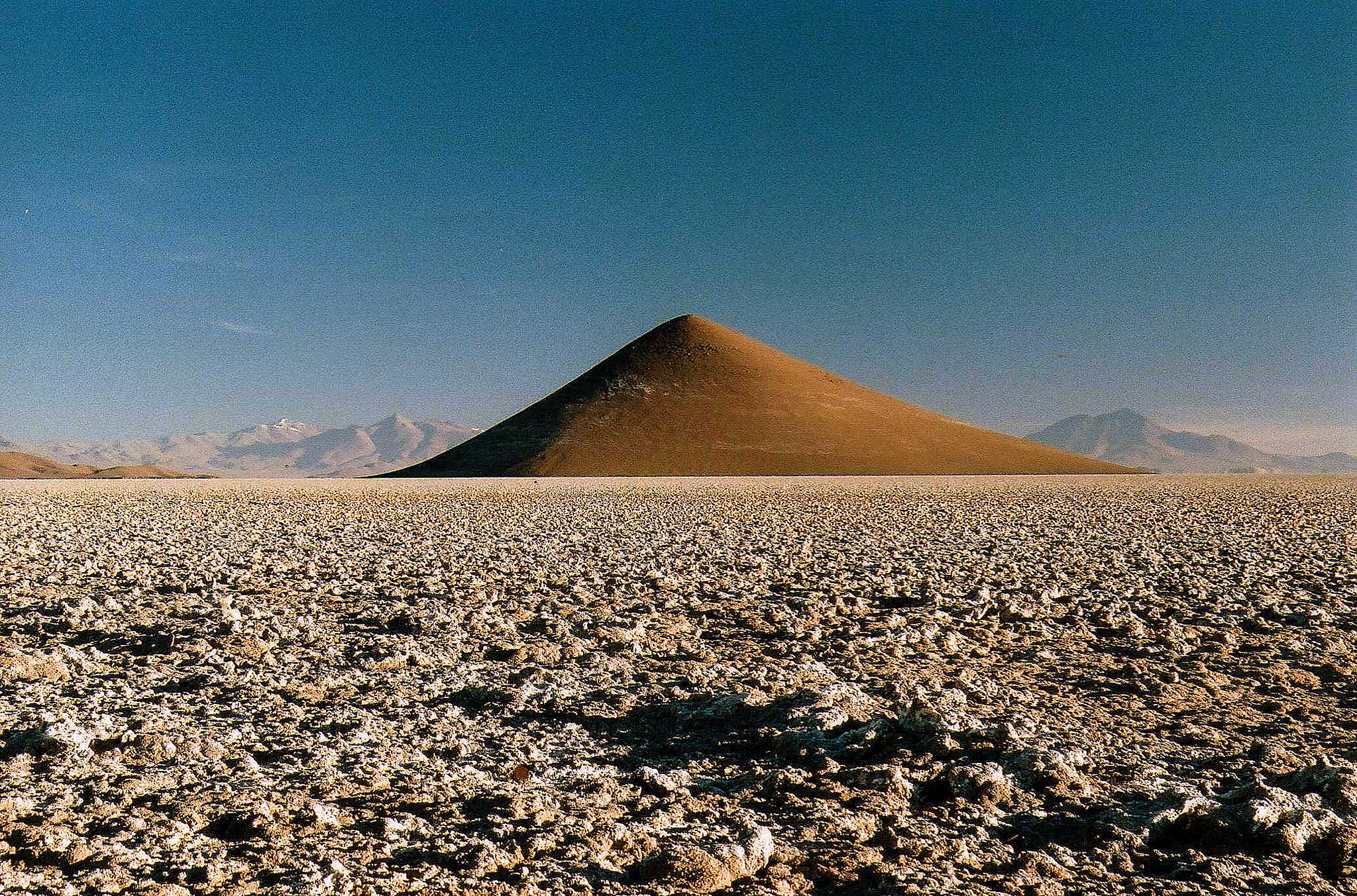
Cono de Arita, un stratovulcan în Salta, Argentina.

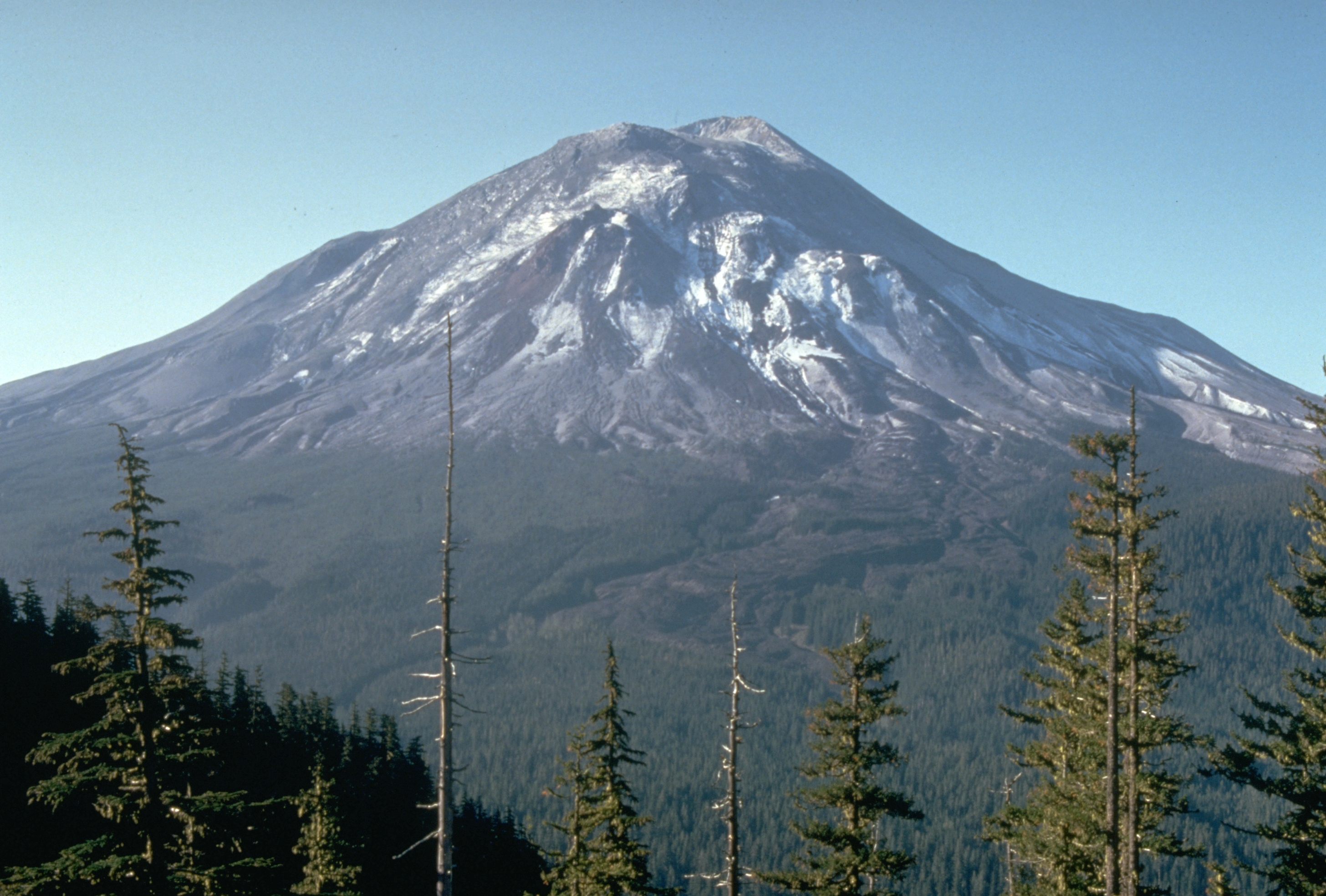
Muntele Sf, Helens — un stratovulcan în statul Washington — cu o zi înainte de erupția sa din ziua de 18 mai 1980, a cărei forță colosală a "decapitat" partea superioară a vârfului muntelui.

Stratovulcan (cunoscut ca un vulcan compozit sau un vulcan format din multiple straturi), este termenul larg folosit care desemnează un vulcan înalt, conic, compus din straturi multiple de lavă solidificată, tefră și cenușă vulcanică. 
Vulcanii din această categorie sunt caracterizați prin forma tipică de con elongat, cu pante de forme tipice, curbilinii, de pante relativ abrupte și explozii puternice care au loc periodic. Lava care curge în timpul erupțiilor din acești vulcani are o viscozitate ridicată, răcindu-se, respectiv solidificându-se relativ repede și, ca atare, nestrăbătând un drum prea lung pe panta vulcanului. Sursa magmatică a startovulcanilor este caracterizată ca fiind acidă sau bogată în silicați( SiO2), în marea lor majoritate oxizi sau săruri care au în compoziție elementul siliciu (Si). 
Magma sursă din care se formează aceste roci este clasificată ca acidă și/sau bogată în silicați până la o compoziție de concentrație medie în riolite, dacite sau andezit. Această compoziție este în contrast cu magma de bază mult mai fluidă care formează vulcanii scut, așa cum este Mauna Loa din Hawaii, care are o bază foarte largă și pante foarte puțin înclinate. 

## Structură
Deși stratovulcanii sunt uneori denumiți vulcani compoziți, majoritatea vulcanologilor preferă să utilizeze termenul de stratovulcan pentru a distinge clar acești tip de vulcani, întrucât toți vulcanii au de fapt structuri compozite pentru că sunt construiți secvențial din diferite materiale rezultate din erupții. 

## Formare

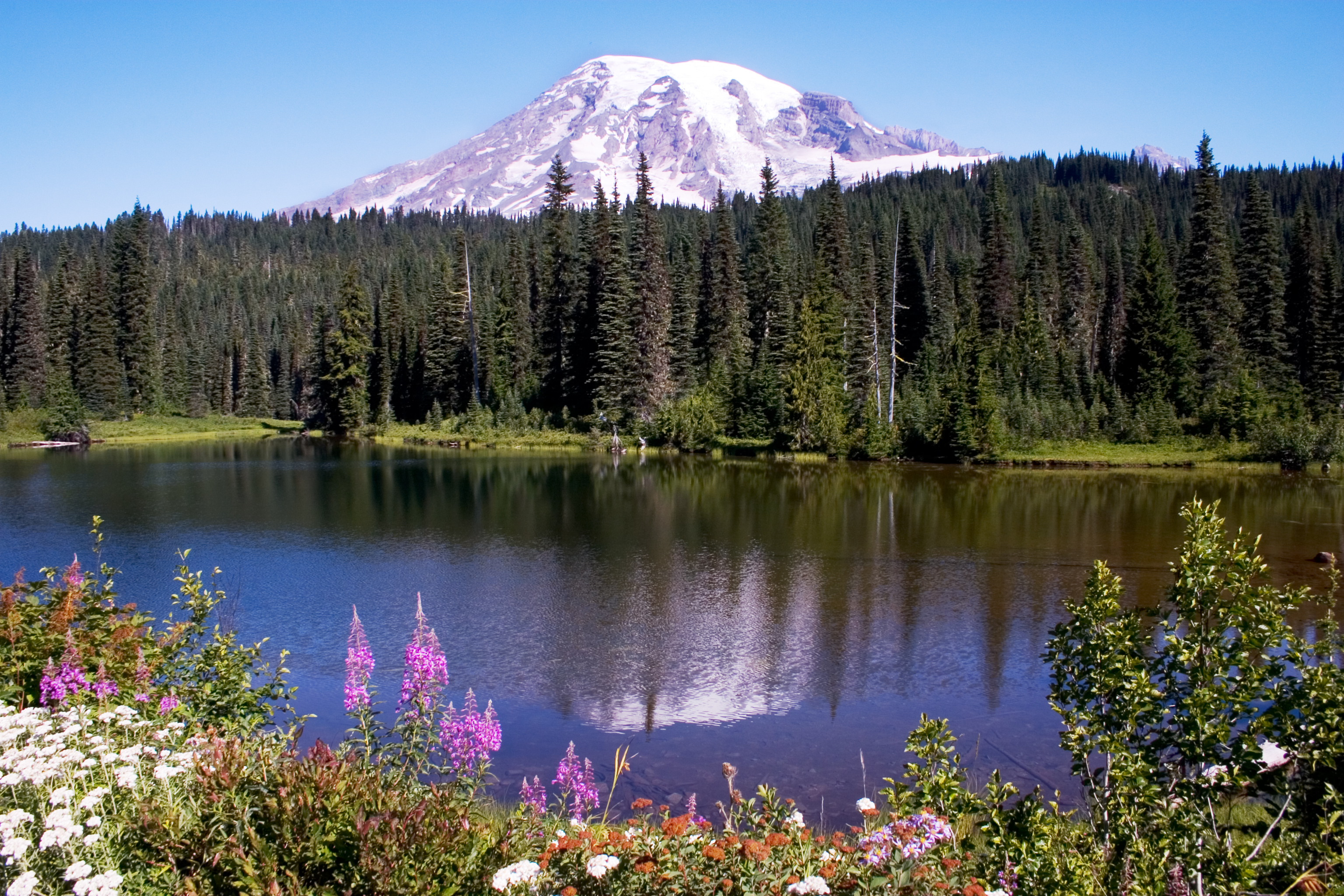
Mt. Rainier, un stratovulcan din Washington.

Stratovulcanii sunt un rezultat comun al zonelor de subducție.